# Станислав Петрович Кишка
Станислав Петрович Кишка (ум. 1513/1514) — государственный и военный деятель Великого княжества Литовского из рода Кишек, дипломат, гродненский староста, великий гетман литовский, маршалок великий литовский.

## Биография
Сын Петра Струмилы из подляшского боярского (шляхетского рода). Получил прозвище «Кишка», от которого пошло название рода.
С 1488 года — литовский стольник, с 1492 года — лидский наместник и маршалок великокняжеского двора. Состоял в литовском посольском дворе по московским делам. Участвовал в литовском посольстве в Москву, которое предназначалось для того, чтобы московский государь Иван Великий выдал свою дочь Елену замуж за великого князя литовского Александра. Участвовал в польско-литовских договорах.
В 1496 году участвовал в походе польского короля Яна Ольбрахта на молдавского господаря Штефана Великого, где со своим литовским отрядом разгромил татарский кош под Брацлавом.
С 1499 года — смоленский наместник. Начал укрепление смоленской крепости. В июне 1502 года руководил обороной Смоленска от московских войск во время Русско-литовской войны 1500—1503. В 1507 году освободился из московского плена бывший гетман литовский Константин Острожский, захваченный во время Ведрошской битвы, в которой командовал литовским войском и Станиславу пришлось уступить ему гетманский титул. В 1503 разбил трёхтысячный татарский полк в битве около Припяти. В 1506 участвовал в битве при Клёцке, командуя 10 тысячами воинов. Станислав конфликтовал с любимцем князя Александра Михаилом Глинским, за что был временно отстранён от панской рады. С 1508 года — гродненский староста. В том же году был разбит князем Василием Холмским в битве под Дорогобужем. С 1512 года — литовский великий маршалок. В 1508 и 1511 годах участвовал в комиссии по уточнению литовско-польской границы в Мазовии.
Был женат на Софье Монтигерд, дочери воеводы троцкого Петра Монтигерда. Дети: Пётр Кишка (ум. 1534), воевода полоцкий, каштелян троцкий и генеральный староста жмудский; Анна Кишка, 1-й муж каштелян троцкий Ян Радзивилл Бородатый (1474—1522), 2-й муж генеральный староста жмудский и великий гетман литовский Станислав Янович Кезгайло (ум. 1527).
1. 1 2 3 4 5 6 7  Dzieje rodziny Ciechanowieckich herbu Dąbrowa (XIV–XXI wiek) (пол.) / под ред. H. Lulewicz, A. Rachuba — Warszawa: DiG, 2013. — 612 с. — ISBN 978-83-7181-785-4
2. ↑  Рыбчонак С. Радавод Вяжэвічаў у XV – сярэдзіне XVI ст. (бел.) // (unknown type) — ЮрСаПрынт, 2021. — вып. 22. — С. 8, 13.